# The First Temptation of Christ
The First Temptation of Christ (Originaltitel: A primeira tentação de Cristo, beides zu deutsch Die erste Versuchung Christi) ist eine brasilianische Religionssatire der Comedy-Gruppe Porta dos Fundos (zu deutsch Hintertür) und erschien als deren Weihnachtsspecial 2019 am 3. Dezember des Jahres auf Netflix. Der Film parodiert die biblische Episode der Versuchung Jesu und sein Titel verweist auf den Film Die letzte Versuchung Christi. Er löste eine Proteste christlicher Gruppen aus, weil Jesus Christus als homosexuell dargestellt wird.

## Handlung
Maria und Josef geben zu Jesus’ 30. Geburtstag eine Überraschungsparty, zu der dieser nach 40 Tagen in der Wüste zurückkehrt. Als Gäste erscheinen die drei heiligen Könige sowie Gott (getarnt als Onkel Vittorio), auf den Josef eifersüchtig ist. Nachdem Jesus aus der Wüste seinen neuen Partner Orlando mitgebracht hat, enthüllen Maria, Josef und Onkel Vittorio ihm, dass letzterer eigentlich Gott und sein Vater ist sowie dass er nun Wunder wirken kann und die Aufgabe hat, das Wort Gottes zu verbreiten, die Jesus in Verwirrung aber zunächst ablehnt. Während die drei anderen ihm Zeit zum Verkraften der Neuigkeiten geben wollen, stellt Gott Maria nach und will sie überreden, mit ihm durchzubrennen. Als sie zu Jesus zurückkehren will, versperrt Orlando ihr den Weg: Jesus habe sich nach dem Konsum eines Tees von Josef hingelegt, doch dieser war mit Drogen versetzt. Jesus halluziniert, dass er zentrale Figuren anderer Religionen sieht, und verschwindet für eine Woche. Als er nach Hause findet, enthüllt Orlando sich als Luzifer. Er setzt Gott außer Gefecht, lässt Josef erstarren und macht Maria willenlos. Jesus scheint im Kampf gegen ihn zunächst zu unterliegen, kann dann aber gewinnen, als er erkennt, dass er als Gott in jedem ist, und so Orlando vom Inneren seines Körpers heraus zum Platzen bringt. Im folgenden Gespräch mit seinen Eltern steht Jesus seiner Mission immer noch skeptisch gegenüber aufgrund der Taten seines Vaters im Alten Testament, aber dem Vorschlag eines dreijährigen Praktikums stimmt er zu unter der Bedingung, sich seine 12 männlichen Begleiter aussuchen zu dürfen.

## Besetzung
Darsteller der biblischen Figuren sind hauptsächlich die Mitglieder der Gruppe Porta dos Fundos.
| Darsteller             | Rolle           |
| ---------------------- | --------------- |
| Gregorio Duvivier      | Jesus Christus  |
| Fábio Porchat          | Orlando/Luzifer |
| Antonio Tabet          | Vittorio/Gott   |
| Evelyn Castro          | Maria           |
| Rafael Portugal        | Josef           |
| Robson Nunes           | Balthasar       |
| João Vicente de Castro | Melchior        |
| Estevam Nabote         | Caspar          |
| Thati Lopes            | Thelma          |
| Sura Berditchevsky     | Tante Lupita    |
| Fábio de Luca          | Lazarus         |
| Gabriel Totoro         | Buddha          |
| Pedroca Monteiro       | Shiva           |
| Pedro Benevides        | Jah             |

## Veröffentlichung
Das Weihnachtsspecial A primeira tentação de Cristo der Gruppe Porta dos Fundos für 2019 erschien am 3. Dezember auf Netflix in portugiesischer Sprache, international als The First Temptation of Christ mit Untertiteln auf Deutsch, Englisch, Französisch und Russisch.

## Rezeption
Der Film hat bei der Internet Movie Database eine Zuschauerbewertung von 4,6/10 bei etwa 3.400 Bewertungen und bei Rotten Tomatoes eine Zuschauerbewertung von 30 % mit über 100 Wertungen. Von Kritikern erhält er gemischte Urteile: Roger Moore von Movie Nation vergibt 3,5 von 5 Sternen und findet den Film ziemlich witzig. Er vergleicht ihn mit Key & Peele und einen besonders blasphemischen Monty-Python-Sketch. Greg Wheeler von The Review Geek vergibt 7,5 von 10 Punkte und befindet, der Film sei nicht so gut wie das Weihnachtsspecial des vorigen Jahres, The Last Hangover, aber immer noch unglaublich witzig. Wer ein Fan des ersteren sei, werde auch mit diesem eine gute Zeit haben; wer wiederum kein Fan des ersteren sei, werde auch durch diesen nicht in seiner Meinung schwanken. John Serba für Decider lobt zwar die Darstellung des arroganten Gottes, aber empfiehlt, den Film zu überspringen. Die Ausführung des Konzepts sei allenfalls mäßig amüsant und die Darstellung des schwulen Orlando problematisch. Daran stößt sich auch Jessica Mason von The Mary Sue: Der Film sei nicht besonders lustig, der Humor basiere darauf, jeden zu beleidigen. Er sei homophob, rassistisch, beleidigend gegenüber Religionen und einfach langweilig.

## Proteste und Angriff
Der Film hat in Brasilien und international starke Proteste durch Christen und Politiker ausgelöst, die Blasphemie und Respektlosigkeit vorwerfen. Eduardo Bolsonaro, der Sohn des brasilianischen Präsidenten Jair Bolsonaro, schrieb auf Twitter: „Wir sind für Meinungsfreiheit, aber ist sie einen Angriff auf den Glauben von 86 Prozent der Bevölkerung wert?“ Der Pastor und Kongressabgeordnete Marco Feliciano schrieb, man habe ihn gebeten, etwas gegen die Mitglieder der Gruppe Porta dos Fundos zu unternehmen. Der Bischof von Palmares, Henrique Soares da Costa, hat nach Eigenangaben seinen Netflix-Account gelöscht und bezeichnet den Film als blasphemisch, vulgär und respektlos, sowie als einen Schlag ins Gesicht aller Christen. Für Joel Theodor, Pfarrer der Igreja Presbiteriana do Brasil, komme er einer erneuten Kreuzigung gleich. Eine brasilianische Petition auf Change.org, die zur Entfernung des Films aus Netflix auffordert, wurde in einer Woche von über 1 Million Menschen unterschrieben, nach zwei von fast 2 Millionen.
Autor des Films und Schauspieler der Gruppe Porta dos Fundos, Fábio Porchat, antwortete auf Twitter: „Leute, ich habe das mit Gott geklärt. Es ist alles in Ordnung. Jetzt könnt ihr euch wieder über die Ungleichheit aufregen, die unser Land zerstört. Aber bitte mit der gleichen Leidenschaft, ja?“ In einem Interview mit Variety sagte er, für die Kritiker sei es kein Problem, dass Jesus in dem Film Drogen nimmt, sondern dass er homosexuell ist, und beurteilt das als homophob. Den Film verteidigte er damit, dass dieser eigentlich ein christliches Märchen sei, weil Jesus den Teufel besiegt und am Ende sein Schicksal als Gottes Sohn akzeptiert.
Am 24. Dezember 2019 wurde das Gebäude der Porta dos Fundos in Rio de Janeiro mit Molotowcocktails angegriffen. Das Feuer konnte durch Sicherheitspersonal unter Kontrolle gehalten werden und niemand wurde verletzt. Die Gruppe gab bekannt, Aufnahmen der Sicherheitskamera den Behörden übergeben zu haben. In einem Video beanspruchte eine Gruppe, die sich „Popular Nationalist Insurgency Command of the Large Brazilian Integralist Family“ nach dem rechtsextremen Brasilianischen Integralismus nannte, die Verantwortung für den Angriff und bezeichnete den Film als blasphemisch.
Am 8. Januar ordnete der Richter Benedicto Abicair in Rio de Janeiro an, dass Netflix den Film aus seinem Programm nehmen solle. Die Streichung sei  „nicht nur von Vorteil für die christliche Gemeinde, sondern für die brasilianische Gesellschaft, die überwiegend christlich ist“. Der Vorsitzende der brasilianischen Anwaltskammer Felipe Santa Cruz kritisiert dies als Zensur und Rückschritt. Am folgenden Tag hob das Oberste Gericht in Rio de Janeiro das Urteil wieder auf, sodass der Film weiterhin gezeigt werden darf. Dias Toffoli, der Präsident des Obersten Gerichts, sagte, Meinungsfreiheit sei unerlässlich für Demokratie und dass Satire christliche Werte nicht verletzen könne.